# Rhampholeon gorongosae
Rhampholeon gorongosae — вид ігуаноподібних ящірок родини хамелеонових (Chamaeleonidae). Ендемік Мозамбіку.

## Поширення і екологія
Rhampholeon gorongosae мешкають на схилах гори Горонгоса в центральному Мозамбіку. Вони живуть у вологих гірських тропічних лісах, на висоті від 1000 до 1800 м над рівнем моря. Вдень шукають їжу в лісовій підстилці, серед опалого листя, а на ніч перебираються на низько розташовані гілки кущів і дерев.

## Збереження
МСОП класифікує цей вид як такий, що перебуває під загрозою зникнення. Rhampholeon gorongosae загрожує знищення природного середовища.